# داسو إم دي 315 فلامنت
داسو إم دي 315 فلامنت (بالإنجليزية: Dassault MD 315 Flamant)‏ هي طائرة نقل عسكري أنتجت في فرنسا. من صناعة داسو للطيران. كانت تستخدم بشكل أساسي من قبل القوات الجوية الفرنسية. كان أول طيران لها في 6 يوليو 1947. دخلت الخدمة في 1948، انتهت خدمتها في 1981. وداسو MD 315 Flamant هو الفرنسي ضوء طائرة نقل بمحركين بنيت بعد فترة وجيزة من الحرب العالمية الثانية من قبل شركة داسو للطيران ل سلاح الجو الفرنسي. .

## المستخدمون
- القوات الجوية الفرنسية
- قوات فيتنام الجنوبية الجوية
- القوات الجوية التونسية